# Multai
Multai é uma cidade e uma nagar panchayat no distrito de Betul, no estado indiano de Madhya Pradesh.

## Geografia
Multai está localizada a 21° 46′ N, 78° 15′ L. Tem uma altitude média de 749 metros (2 457 pés).

## Demografia
Segundo o censo de 2001, Multai tinha uma população de 21 428 habitantes. Os indivíduos do sexo masculino constituem 52% da população e os do sexo feminino 48%. Multai tem uma taxa de literacia de 74%, superior à média nacional de 59,5%: a literacia no sexo masculino é de 79% e no sexo feminino é de 68%. Em Multai, 13% da população está abaixo dos 6 anos de idade.